# Zuckerfabrik Weetzen

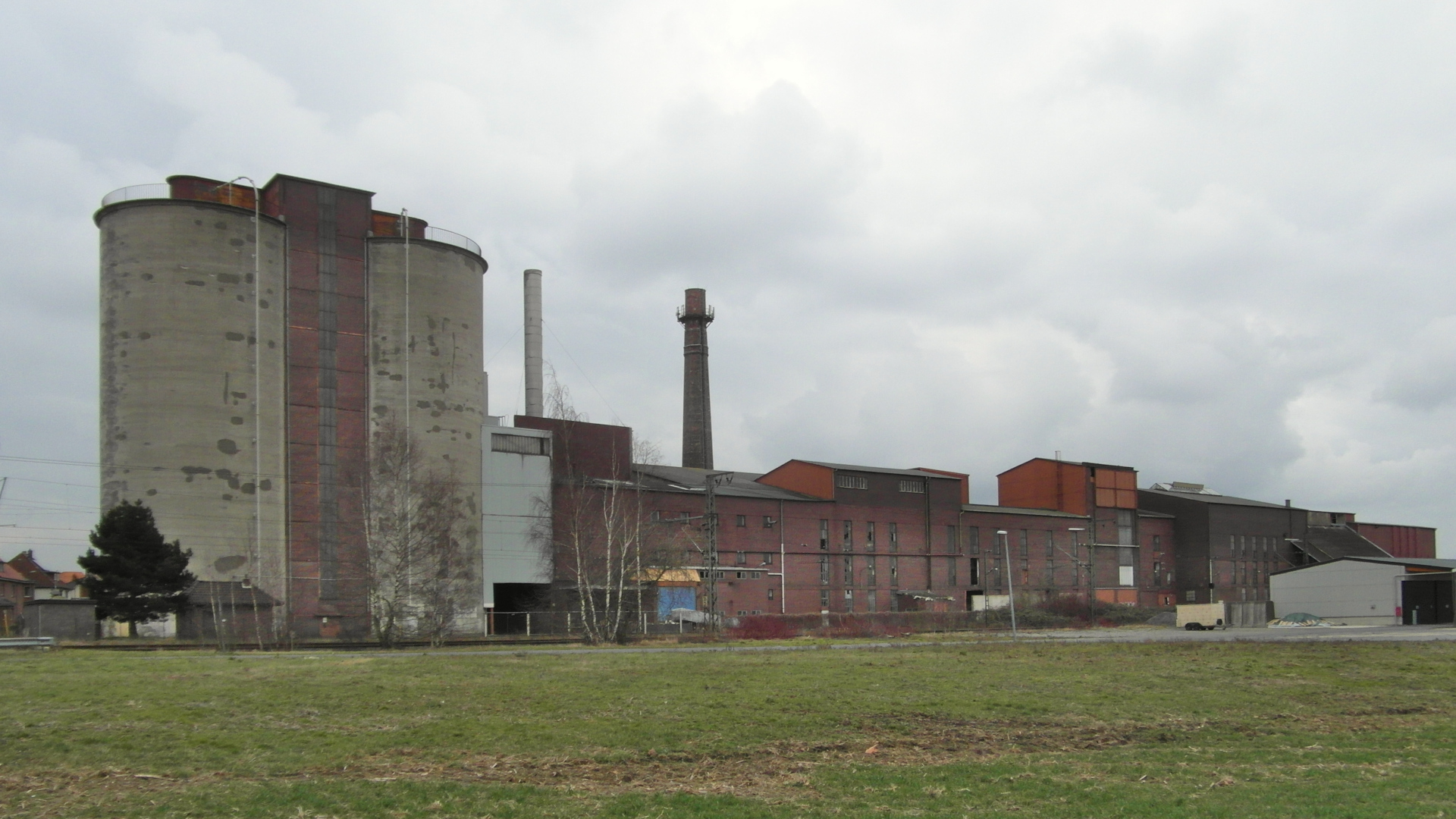
Die ehemalige Zuckerfabrik an den Gleisen der S-Bahn-Linie Hannover – Paderborn, 2017

Die Zuckerfabrik Weetzen war eine im 19. Jahrhundert in Weetzen errichtete Produktionsstätte für Weißzucker und Standort der ersten Siloanlage zur Zuckerherstellung in Deutschland. Nach der Rübenkampagne 1986 erfolgte die Stilllegung und nach jahrzehntelanger Inaktivität wurden die Werksgebäude bis 2021 abgerissen.

## Beschreibung

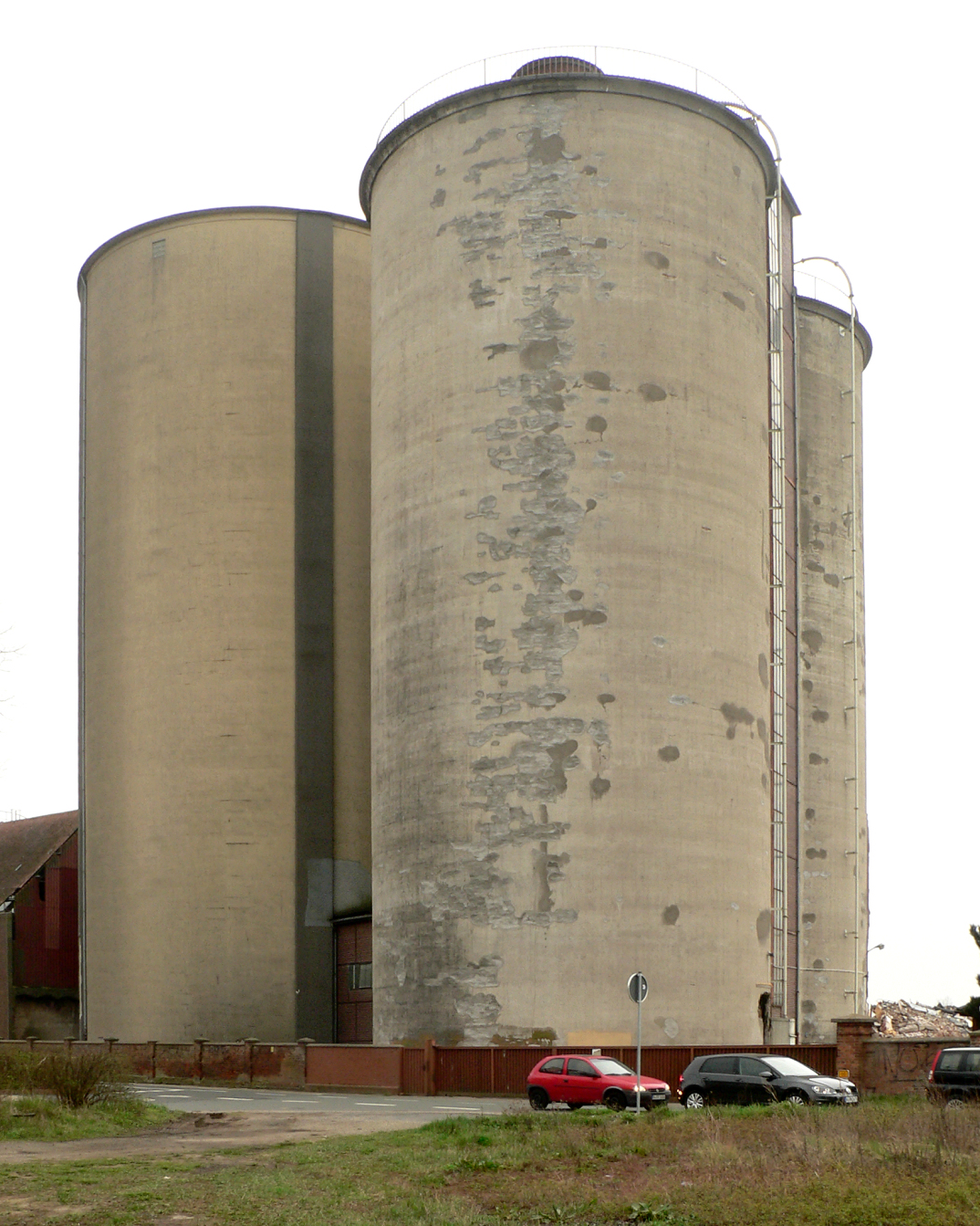
Die drei 40 Meter hohen Silotürme, 2019

Die Gründung der „Actien-Zuckerfabrik Weetzen“ wurde am 30. Juli 1882 beschlossen. Der Beginn der ersten Rübenkampagne war am 8. November 1883. Ähnlich wie andere in der zweiten Hälfte des 19. Jahrhunderts gegründete Zuckerfabriken im ehemaligen Landkreis Hannover wurde auch das Zuckerwerk in Weetzen von Bauern des Gebietes als Aktiengesellschaft (AG) mit vinkulierten Namensaktien ins Leben gerufen. Damit leiteten die Produzenten des Rohstoffes Zuckerrübe einerseits weitgehend die Industrialisierung des von ihnen geprägten ländlichen Raumes ein. Andererseits verwalteten die Aktionäre nicht nur ihre eigene Fabrik, sondern konnten zugleich auch Stellen in der deutschen Zuckerindustrie an verantwortlicher Stelle besetzen.
Die Landwirte als Gesellschafter der AG ließen in Weetzen die erste Zuckersiloanlage in Deutschland errichten. Das Werk, in dem während der Kampagne, die jeweils zur Zeit der Rübenernte im Herbst stattfand, bis zu 3000 Tagestonnen (tato) Zuckerrüben verarbeitet wurden, zählte zeitweilig zu den modernsten Betrieben im Land.
30 Mitarbeiter waren ständig im Betrieb tätig. Zusätzlich wurden im Herbst viele Saisonarbeiter benötigt, die zum Teil aus dem strukturschwachen Eichsfeld, vor allem aber aus dem Warthegau und dem oberschlesischen Industriegebiet kamen. In der Zeit des Nationalsozialismus waren etwa 60 polnische Zwangsarbeiter anwesend. Sie wohnten auf dem Gelände der Zuckerfabrik in einem Arbeiterlager in werkseigenen Baracken. Teilweise waren sie bereits 1940 nach Weetzen gekommen. Sie gehörten zu den 400.000 polnischen Soldaten, die 1939 nach dem deutschen Überfall auf Polen in Kriegsgefangenschaft geraten waren und denen Deutschland den Schutz des Kriegsvölkerrechtes verweigerte. Zunächst hatten sie in einem Lager an der Hauptstraße gelebt. Außerdem kamen in den Monaten der Rübenkampagne jeweils einige hundert Ausländer, außer Fremdarbeitern auch zivile Zwangsarbeiter, die aus den okkupierten Gebieten der Sowjetunion sowie aus Polen, Ungarn, Belgien und den Niederlanden stammten.
Der ertragreiche Zuckerrübenanbau brachte die Bauern zu Wohlstand. So wurden in den Dörfern die alten Hallenhäuser, die dem Bedarf nicht mehr genügten, abgerissen und durch so genannte Rübenburgen ersetzt. Dies sind Dreiseithofanlagen, in denen Wohnhaus, Ställe und Speicher je ein Gebäude belegten. Der Gesamtkomplex wurde mit einer Naturstein- oder Ziegelmauer umgeben.

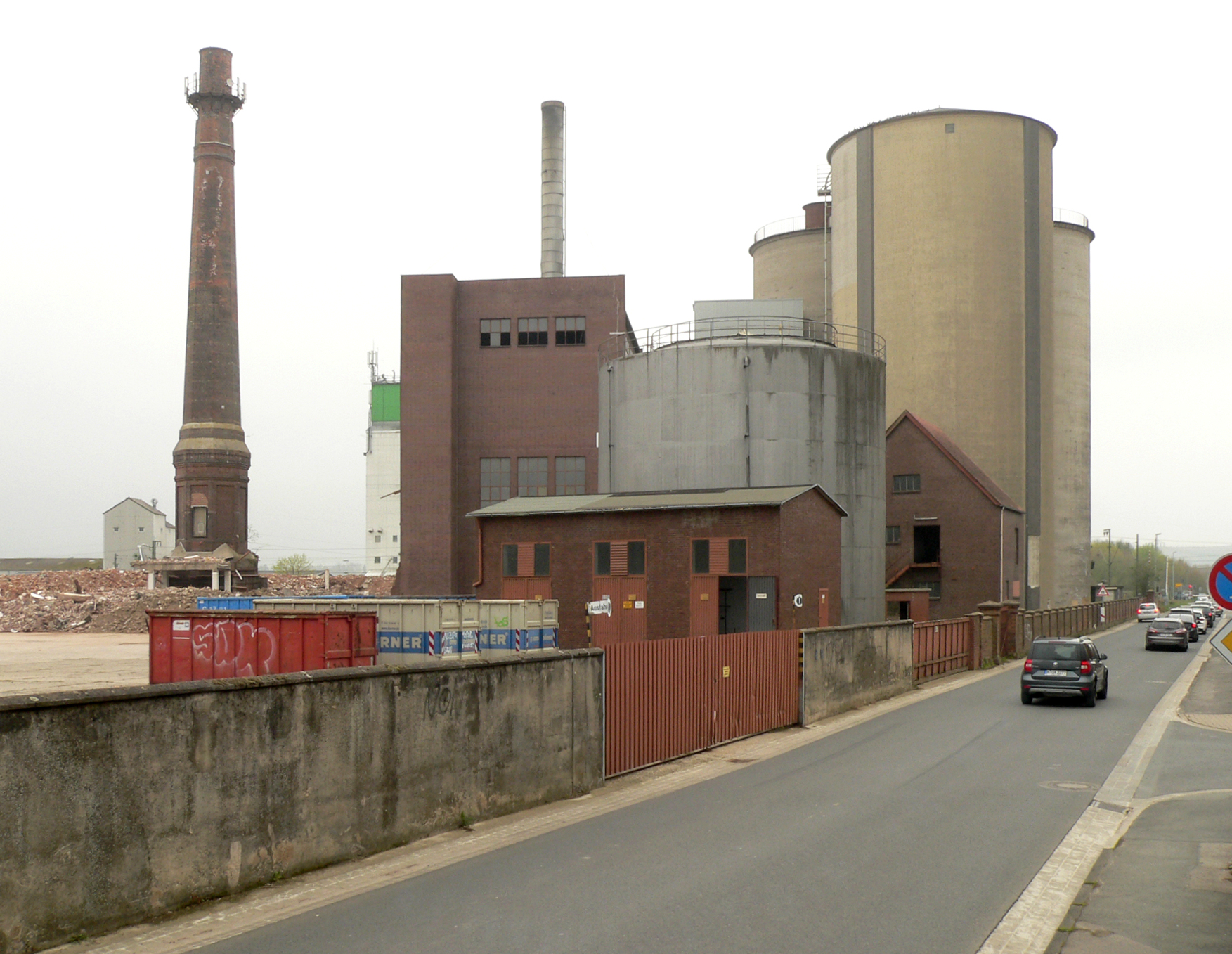
Ähnlicher Blick nach Abrissarbeiten, 2019
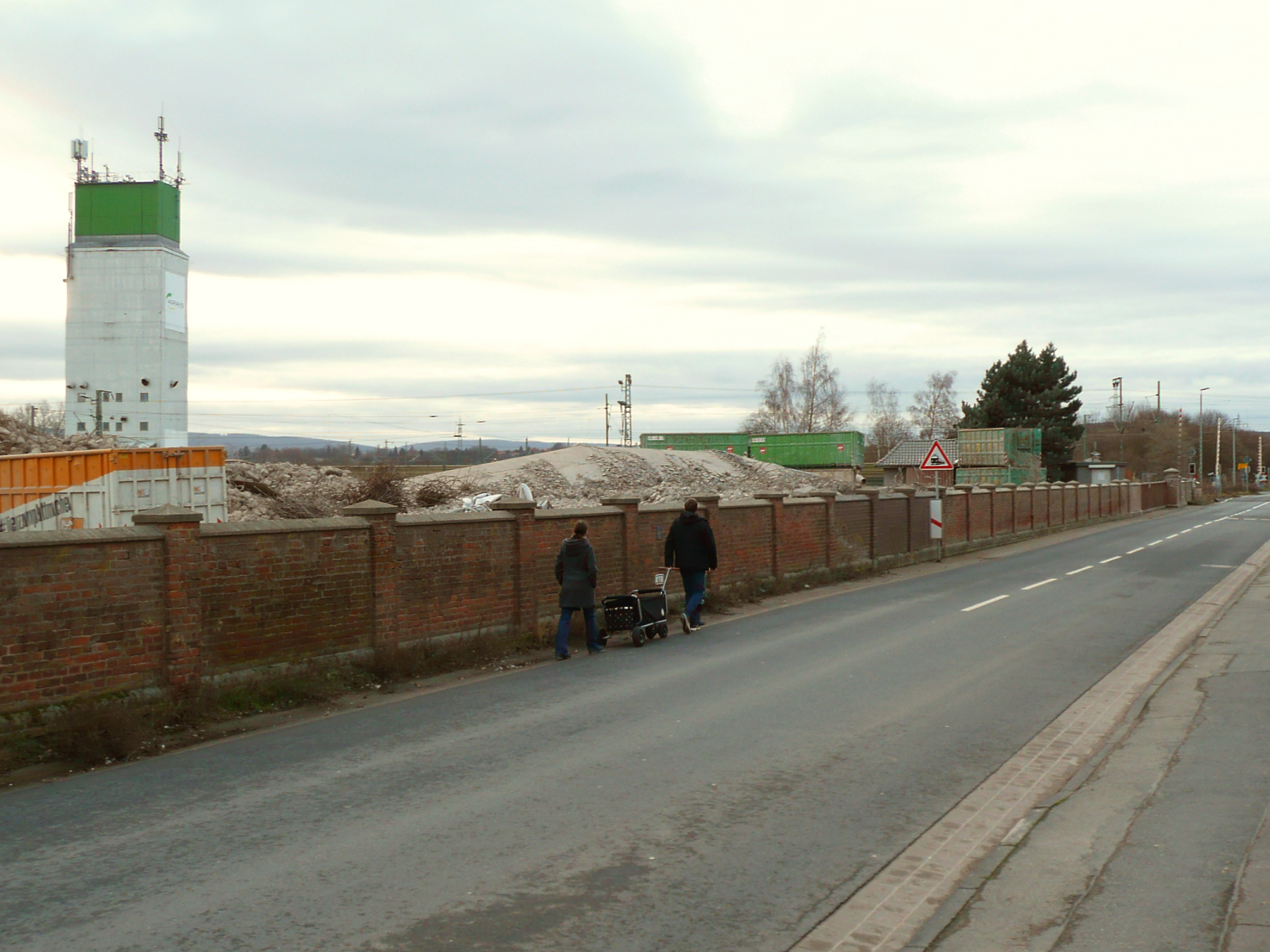
Ansicht nach Sprengung der Silotürme, 2021

Ähnlich wie in anderen Zuckerfabriken der späteren Region Hannover ist auch in der Weetzer Fabrik eine eigene Kraftwerks-Anlage installiert worden, in der der für die Produktion notwendige Prozessdampf hergestellt wurde. Noch vor seiner Verwendung in der unmittelbaren Zuckerproduktion wurde der Dampf zunächst über Turbogeneratoren geschickt, mit denen die Landwirte während der Kampagne nicht nur zu Selbstversorgern mit der benötigten Elektrizität wurden, sondern darüber hinaus sogar elektrischen Strom in das öffentliche Netz einspeisen konnten.
Die Trocknung auf dem Fabrikgelände war eine technische Anlage, durch die die nach dem Auslaugen verbliebenen Zuckerrüben-„Schnitzel“ durch Wasserentzug noch als hochwertiges Viehfutter Verwendung finden konnten.
Die während der Kampagne anfallenden Abwässer wurden in einer eigenen Kläranlage zunächst mechanisch gereinigt und dann biologisch aufbereitet, um sie anschließend in einen Vorfluter abzuleiten.

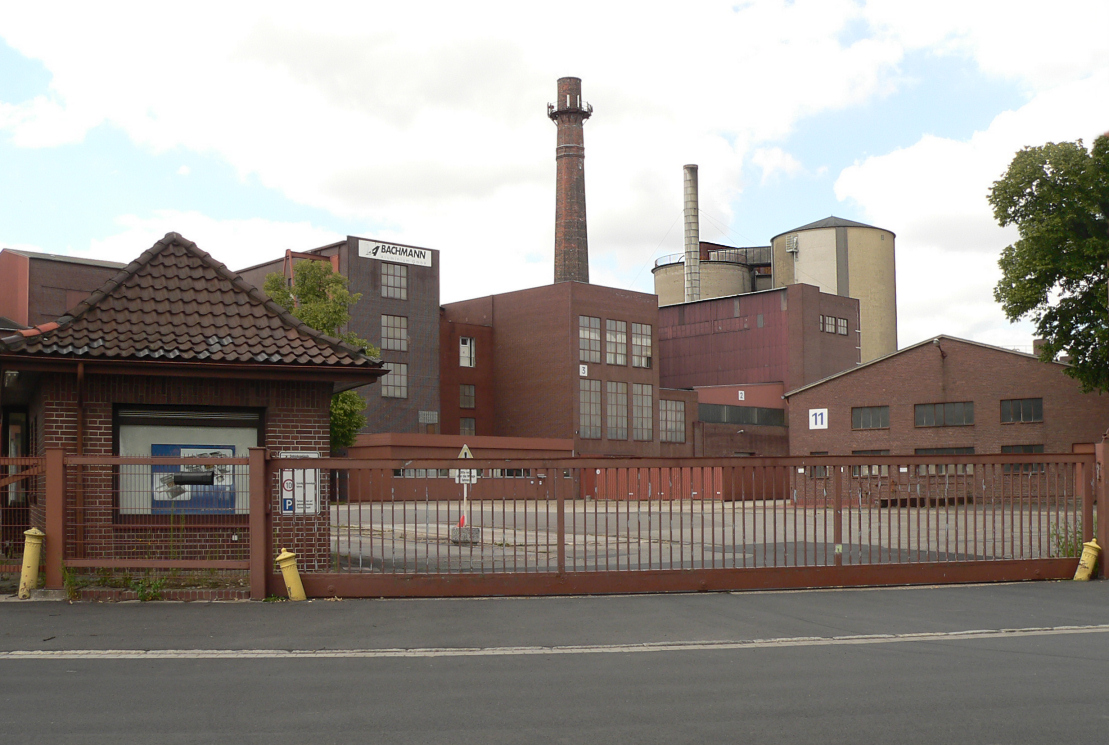
Zufahrtstor zur Zuckerfabrik Weetzen, 2012
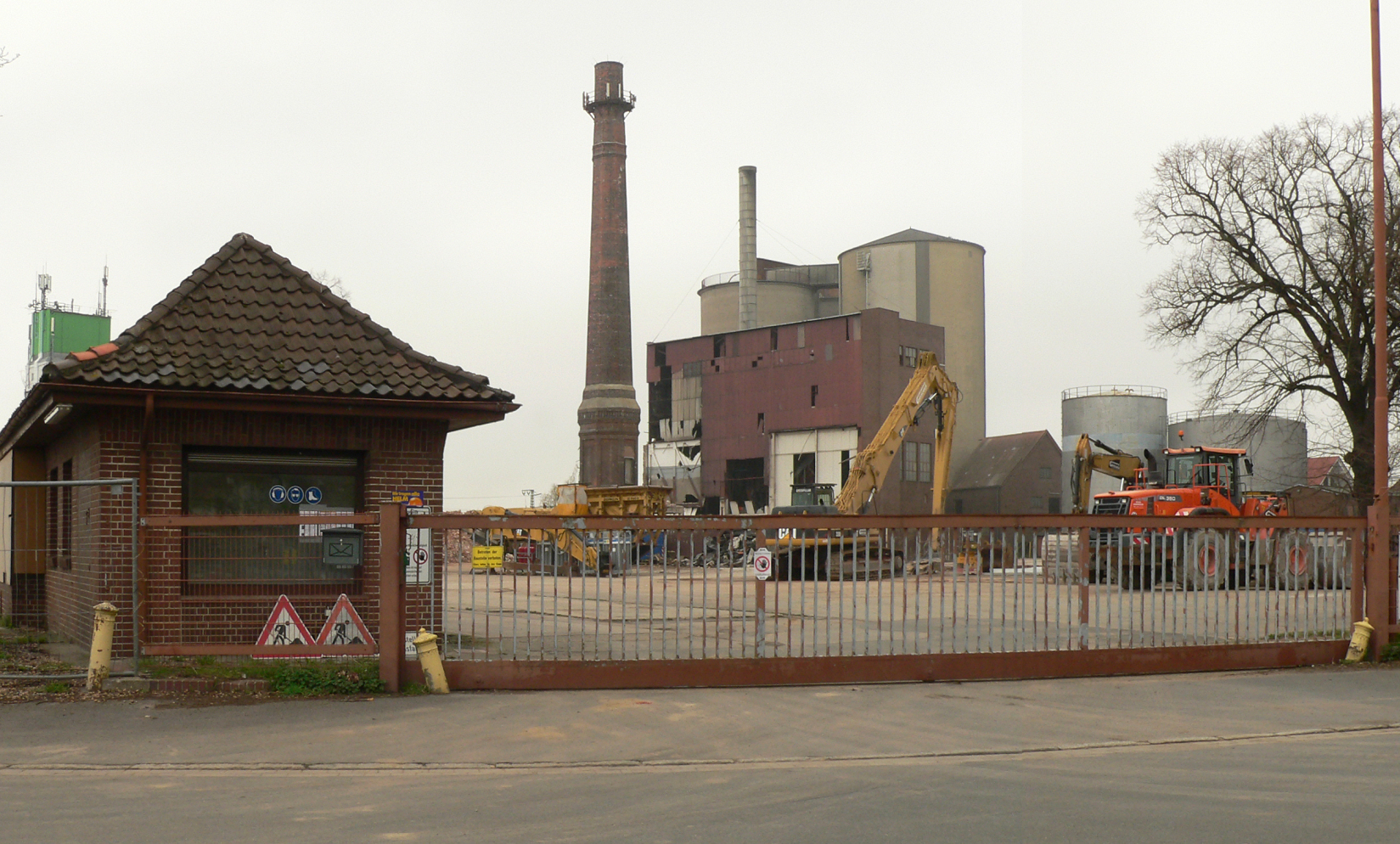
Werksgelände nach Abrissarbeiten, 2019
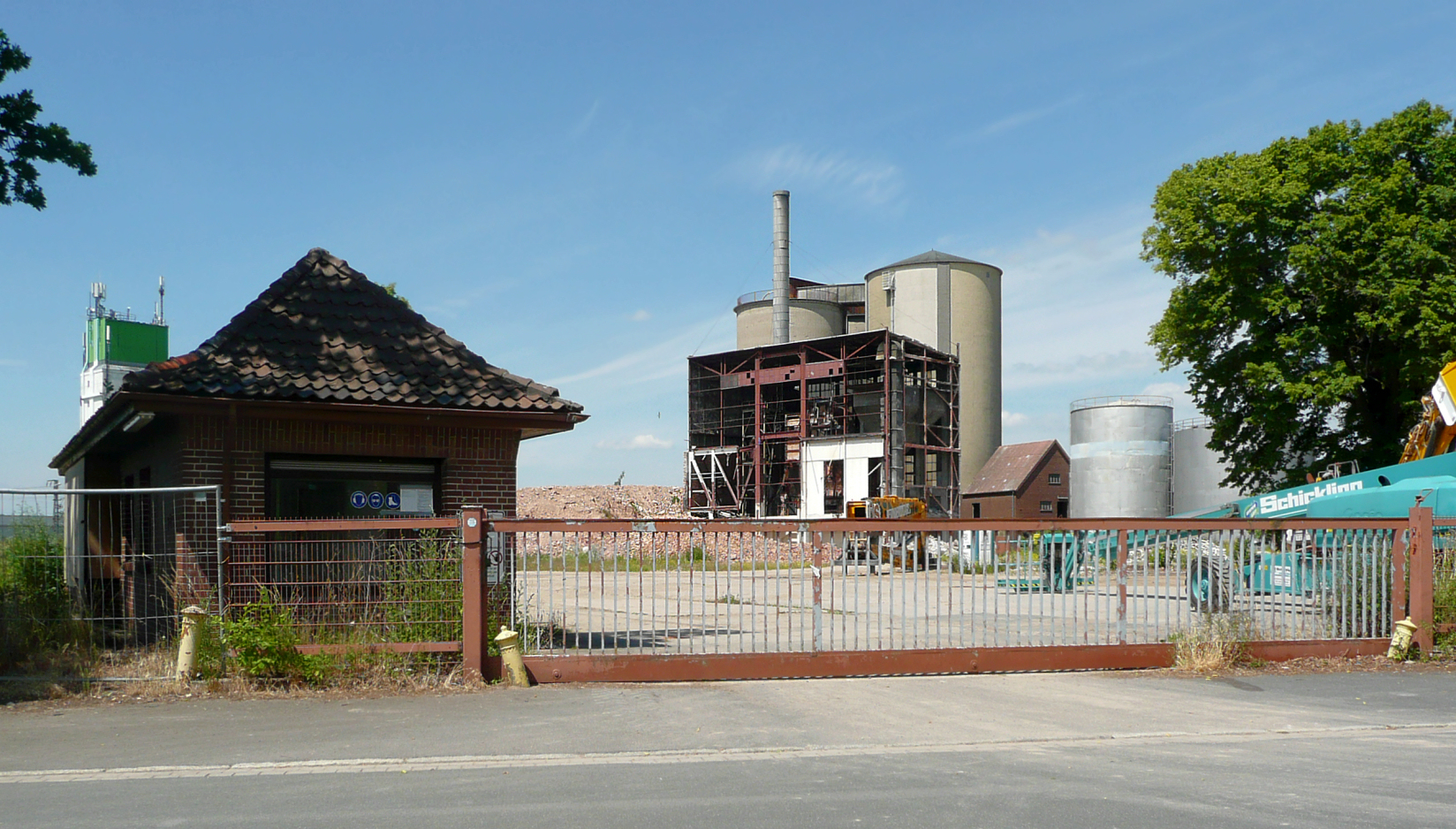
Nach der Sprengung des Schornsteins, 2021
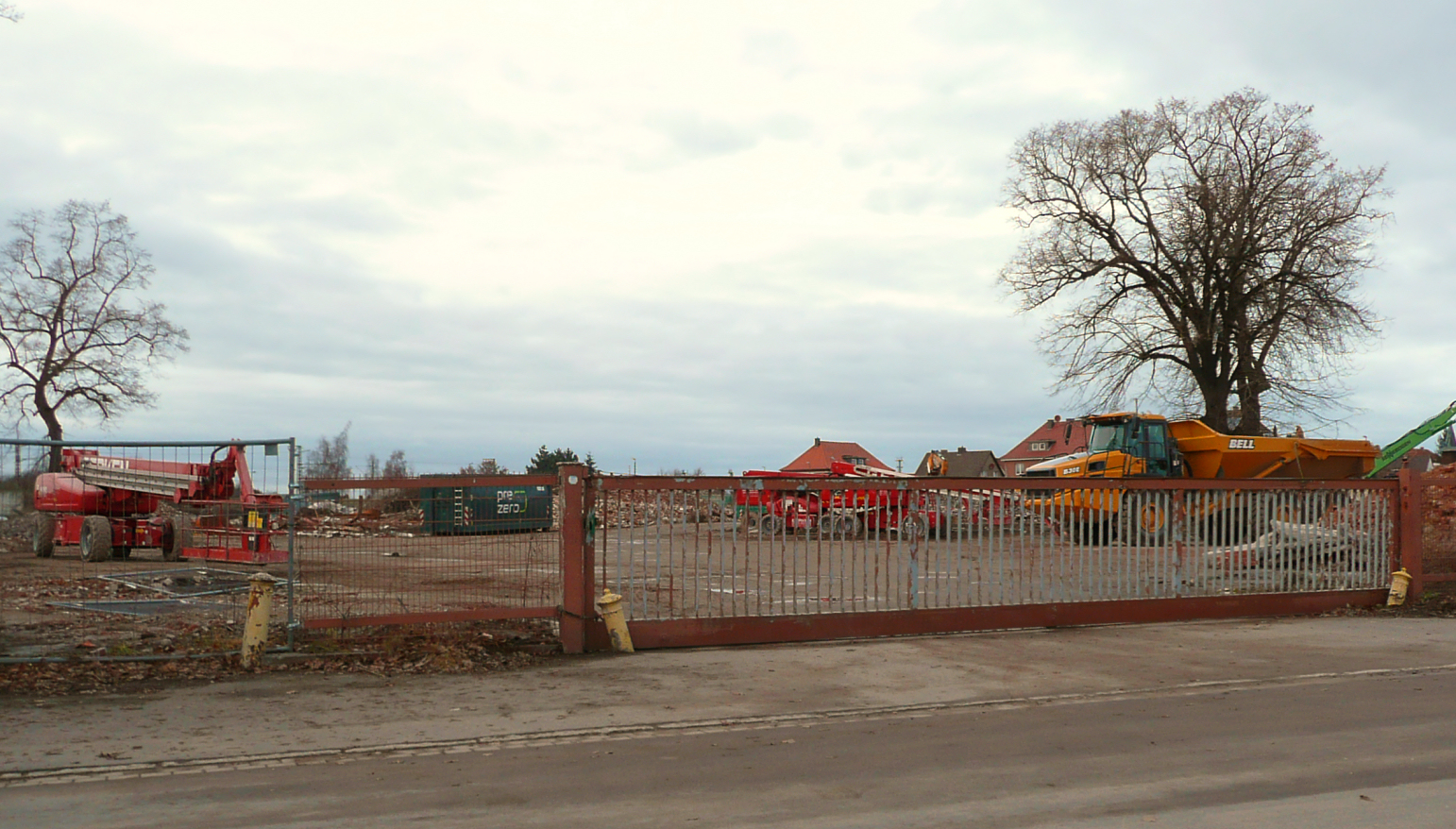
Das freigeräumte Werksgelände nach Sprengung der Silotürme, 2021

## Stilllegung
Seit 1969 war das Werk im späteren Ronnenberger Stadtteil Weetzen neben der Zuckerfabrik Rethen eines der beiden Werke der Hannoversche Zucker AG Rethen-Weetzen mit Sitz in Laatzen. 1986 kam die Fusion mit der Zuckerfabrik Lehrte. In Weetzen fand im Herbst 1986 die letzte Rübenkampagne statt. Die stillgelegte Zuckerfabrik Weetzen bildete mehr als drei Jahrzehnte lang bis zum 2019 begonnenen Abriss eine Industriebrache. Mitte 2021 wurde der 40 Meter hohe Schornstein gesprengt. Ende 2021 folgten Sprengungen der drei 40 Meter hohen Silotürme für Zucker, obwohl sie ursprünglich ohne Sprengung abgetragen werden sollten. Nach dem Abriss der Werksgebäude der früheren Zuckerfabrik gibt es Pläne, dort Häuser und Wohnungen zu bauen.